# Musicodamon
Musicodamon is een geslacht van de zweepspinnen (Amblypygi), familie Phrynichidae. Het geslacht bestaat uit één nog levende soort.

## Soorten
- Musicodamon atlanticus - Fage, 1939